# جيريمياه باول
جيريمياه باول (بالإنجليزية: Jeremiah Powell)‏ هو سياسي أمريكي، ولد في 1714، وتوفي في 1789.